# 聖何塞鎮 (賓奇納)

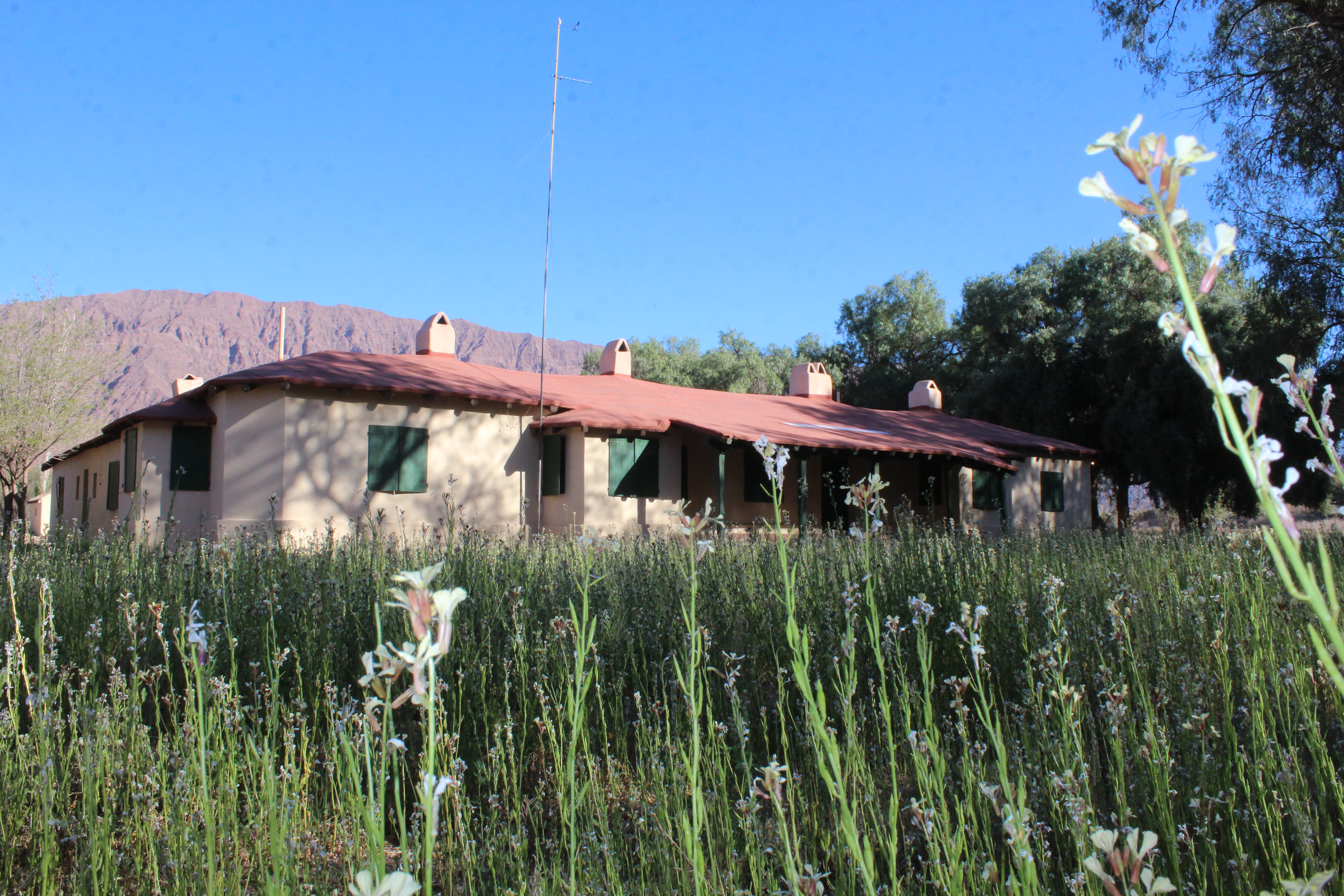
聖何塞鎮

28°33′S 66°48′W / 28.550°S 66.800°W
聖何塞鎮（西班牙語：Villa San José de Vinchina），是阿根廷的城鎮，位於該國西北部拉里奧哈省，是賓奇納縣的首府，海拔高度1,450米，該地區的地震活動頻繁和低強度，主要經濟活動有農業和旅遊業，2010年人口2,401。